# Дуглас-Робертс, Крис
Крис Дуглас-Робертс (англ. Chris Douglas-Roberts; родился 8 января 1987 года в Детройте, штат Мичиган, США) — бывший американский профессиональный баскетболист, выступавший на позициях атакующего защитника и лёгкого форварда. Был выбран во втором раунде под общим 40-м номером на драфте НБА 2008 года клубом «Нью-Джерси Нетс».

## Школа и колледж
Дуглас-Робертс выступал за баскетбольную команду Касс Текникл и школу Северо-Востока (Детройт, Мичиган). В сезоне 2003—2004 годов за Касс Текникл набирал в среднем за матч 28 очков, совершал 10 подборов и отдавал 6 результативных передач. После перехода в 2004 году в Северо-Восточную школу Детройта из-за правил перехода не получал большого количества игрового времени до второго семестра. По итогам сезона набирал в среднем 13,8 очков и совершал 5,4 подбора за матч.

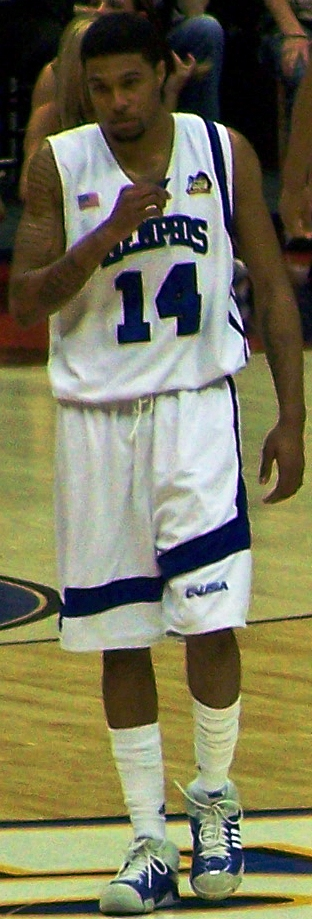
Дуглас-Робертс во время Финального турнира NCAA 2008 года

После выпуска из школы Дуглас-Робертс принял одно из важнейших решений в дальнейшей карьере и выбрал Университет Мемфиса. В дебютном сезоне принял участие в 34 матчах, из них в 25 выходил в стартовом составе. В среднем за сезон набирал 8,3 очка, совершал 3,3 подбора и отдавал 1,5 результативных передач. По итогам успешного выступления был выбран в сборную новичков лиги. Во втором сезоне выступал в старте во всех 35 матчах сезона. В составе «Тайгерс» набирал 15,4 очков за матч, был выбран в первую команду лиги. В сезоне 2008 года помог команде попасть в Финал четырёх NCAA, набирал 23,3 очка в последних шести матчах. Однако, команда уступила в овертайме «Канзасу» со счётом 75-68. За 1:15 до окончания игры Дуглас-Робертс стал ключевым игроком матча, смазав открытый бросок, а также три штрафных, благодаря чему «Канзас» попал в овертайм. Несмотря на это, игрок удостоился попадания в первую сборную NCAA, а также был признан баскетболистом года конференции USA.

## Профессиональная карьера

### НБА
18 апреля 2008 года Дуглас-Робертс объявил о том, что будет выставлять свою кандидатуру на Драфт НБА 2008 года. На драфте был выбран под общим 40-м номером командой «Нью-Джерси Нетс». 9 июля 2008 года подписал с командой первый профессиональный контракт.
25 июня 2010 года Дуглас-Робертс был обменян в команду «Милуоки Бакс» на право выбора во втором раунде драфта 2012 года.

### Италия
В сентябре 2011 года игрок уехал в Италию, где присоединился к команде «Виртус» (Болонья).

### Возвращение в НБА
1 октября 2012 года Дуглас-Робертс подписал контракт с «Лос-Анджелес Лейкерс», однако уже 22 октября был отчислен из команды. 27 октября игрок подписал контракт с «Даллас Маверикс». Также к команде присоединился центровой Мелвин Элай. На следующий день оба были отчислены. 1 ноября 2012 года Дуглас-Робертс перешёл в клуб лиги развития НБА «Техас Лэджендс».
23 декабря 2012 года игрок был переподписан «Маверикс», а 6 января 2013 снова был отчислен.
В рамках Летней лиги НБА выступал за «Лос-Анджелес Лейкерс». 2 октября 2013 года подписал контракт с Нью-Йорк Никс, однако 25 октября был отчислен.
В ноябре 2013 года вернулся в «Техас Лэджендс».
11 декабря 2013 года Дуглас-Робертс подписал контракт с «Шарлотт Бобкэтс».
3 сентября 2014 года игрок подписал контракт с клубом «Лос-Анджелес Клипперс».
15 января 2015 года Дуглас-Робертс в результате трёхсторонней сделки попал в «Бостон Селтикс», в которой также принимал участие «Финикс Санз». Через три дня он был отчислен.

## Проблемы с законом
Дуглас-Робертс и ещё 17 бывших игроков НБА (Терренс Уильямс — организатор схемы, Тони Аллен, Антуан Райт, Алан Андерсон, Шэннон Браун, Глен Дэвис, Уилл Байнам, Мелвин Эли, Дариус Майлз, Джамарио Мун, Милт Паласио, Рубен Паттерсон, Эдди Робинсон, Грег Смит, Себастьян Телфэйр, Си Джей Уотсон и Тони Ротен) были обвинены в преступной схеме, которая сводилась к тому, что бывшие баскетболисты получали компенсацию от программы медицинского страхования игроков НБА за медицинские процедуры, которые им на самом деле не проводили.

## Личная жизнь
Дуглас-Робертс известен своими многочисленными татуировками на шее и руках. На одной стороны шеи имя матери — Джуди, сзади на шее инициалы — CDR, на одной руке части Псалма 37 из Библии. При пробивании штрафных бросков игрок трижды дотрагивается до этой татуировки.
5 ноября 2009 года у игрока диагностировали свиной грипп. Он достаточно быстро выздоровел и уже 12 ноября вернулся к тренировкам.
В период предсезонной подготовки 2010-11 годов у Дуглас-Робертса обнаружилась проблема с сетчаткой. После операции был вынужден играть в защитных очках.

## Статистика

### Статистика в НБА
| Сезон                                                                                    | Команда    | Регулярный сезон | Регулярный сезон | Регулярный сезон | Регулярный сезон | Регулярный сезон | Регулярный сезон | Регулярный сезон | Регулярный сезон | Регулярный сезон | Регулярный сезон | Регулярный сезон | Серия плей-офф | Серия плей-офф | Серия плей-офф | Серия плей-офф | Серия плей-офф | Серия плей-офф | Серия плей-офф | Серия плей-офф | Серия плей-офф | Серия плей-офф | Серия плей-офф |
| Сезон                                                                                    | Команда    | GP               | GS               | MPG              | FG%              | 3P%              | FT%              | RPG              | APG              | SPG              | BPG              | PPG              | GP             | GS             | MPG            | FG%            | 3P%            | FT%            | RPG            | APG            | SPG            | BPG            | PPG            |
| ---------------------------------------------------------------------------------------- | ---------- | ---------------- | ---------------- | ---------------- | ---------------- | ---------------- | ---------------- | ---------------- | ---------------- | ---------------- | ---------------- | ---------------- | -------------- | -------------- | -------------- | -------------- | -------------- | -------------- | -------------- | -------------- | -------------- | -------------- | -------------- |
| 2008/09                                                                                  | Нью-Джерси | 44               | 3                | 13,3             | 46,0             | 25,0             | 82,3             | 1,1              | 1,2              | 0,3              | 0,2              | 4,9              | Не участвовал  | Не участвовал  | Не участвовал  | Не участвовал  | Не участвовал  | Не участвовал  | Не участвовал  | Не участвовал  | Не участвовал  | Не участвовал  | Не участвовал  |
| 2009/10                                                                                  | Нью-Джерси | 67               | 38               | 25,8             | 44,5             | 25,9             | 84,7             | 3,0              | 1,4              | 0,8              | 0,3              | 9,8              | Не участвовал  | Не участвовал  | Не участвовал  | Не участвовал  | Не участвовал  | Не участвовал  | Не участвовал  | Не участвовал  | Не участвовал  | Не участвовал  | Не участвовал  |
| 2010/11                                                                                  | Милуоки    | 44               | 12               | 20,1             | 42,9             | 32,6             | 83,1             | 2,0              | 1,1              | 0,7              | 0,3              | 7,3              | Не участвовал  | Не участвовал  | Не участвовал  | Не участвовал  | Не участвовал  | Не участвовал  | Не участвовал  | Не участвовал  | Не участвовал  | Не участвовал  | Не участвовал  |
| 2012/13                                                                                  | Даллас     | 6                | 0                | 10,5             | 35,7             | 0,0              | 70,0             | 0,8              | 0,7              | 0,3              | 0,0              | 2,8              | Не участвовал  | Не участвовал  | Не участвовал  | Не участвовал  | Не участвовал  | Не участвовал  | Не участвовал  | Не участвовал  | Не участвовал  | Не участвовал  | Не участвовал  |
| 2013/14                                                                                  | Шарлотт    | 49               | 8                | 20,7             | 44,0             | 38,6             | 80,5             | 2,4              | 1,0              | 0,6              | 0,3              | 6,9              | 4              | 0              | 17,4           | 68,8           | 50,0           | 85,7           | 2,0            | 0,5            | 0,0            | 0,0            | 9,5            |
| 2014/15                                                                                  | Клипперс   | 12               | 0                | 8,6              | 23,8             | 14,3             | 100,0            | 1,0              | 0,3              | 0,1              | 0,0              | 1,6              | Не участвовал  | Не участвовал  | Не участвовал  | Не участвовал  | Не участвовал  | Не участвовал  | Не участвовал  | Не участвовал  | Не участвовал  | Не участвовал  | Не участвовал  |
|                                                                                          | Всего      | 222              | 61               | 19,7             | 43,9             | 32,9             | 83,1             | 2,1              | 1,1              | 0,6              | 0,2              | 7,1              | 4              | 0              | 17,4           | 68,8           | 50,0           | 85,7           | 2,0            | 0,5            | 0,0            | 0,0            | 9,5            |
| Наведите курсор мыши на аббревиатуры в заголовке таблицы, чтобы прочесть их расшифровку. |            |                  |                  |                  |                  |                  |                  |                  |                  |                  |                  |                  |                |                |                |                |                |                |                |                |                |                |                |

### Статистика в Джи-Лиге
| Сезон                                                                                    | Команда        | Регулярный сезон | Регулярный сезон | Регулярный сезон | Регулярный сезон | Регулярный сезон | Регулярный сезон | Регулярный сезон | Регулярный сезон | Регулярный сезон | Регулярный сезон | Регулярный сезон | Серия плей-офф | Серия плей-офф | Серия плей-офф | Серия плей-офф | Серия плей-офф | Серия плей-офф | Серия плей-офф | Серия плей-офф | Серия плей-офф | Серия плей-офф | Серия плей-офф |
| Сезон                                                                                    | Команда        | GP               | GS               | MPG              | FG%              | 3P%              | FT%              | RPG              | APG              | SPG              | BPG              | PPG              | GP             | GS             | MPG            | FG%            | 3P%            | FT%            | RPG            | APG            | SPG            | BPG            | PPG            |
| ---------------------------------------------------------------------------------------- | -------------- | ---------------- | ---------------- | ---------------- | ---------------- | ---------------- | ---------------- | ---------------- | ---------------- | ---------------- | ---------------- | ---------------- | -------------- | -------------- | -------------- | -------------- | -------------- | -------------- | -------------- | -------------- | -------------- | -------------- | -------------- |
| 2012/13                                                                                  | Техас Лэджендс | 11               | 11               | 38,5             | 49,4             | 39,5             | 90,4             | 5,3              | 4,5              | 1,9              | 0,6              | 22,5             | Не участвовал  | Не участвовал  | Не участвовал  | Не участвовал  | Не участвовал  | Не участвовал  | Не участвовал  | Не участвовал  | Не участвовал  | Не участвовал  | Не участвовал  |
| 2013/14                                                                                  | Техас Лэджендс | 7                | 7                | 33,8             | 47,7             | 50,0             | 86,0             | 4,7              | 2,9              | 1,1              | 0,6              | 18,9             | Не участвовал  | Не участвовал  | Не участвовал  | Не участвовал  | Не участвовал  | Не участвовал  | Не участвовал  | Не участвовал  | Не участвовал  | Не участвовал  | Не участвовал  |
| 2015/16                                                                                  | Техас Лэджендс | 15               | 15               | 36,4             | 51,2             | 32,6             | 92,7             | 4,3              | 2,0              | 1,3              | 0,5              | 19,0             | Не участвовал  | Не участвовал  | Не участвовал  | Не участвовал  | Не участвовал  | Не участвовал  | Не участвовал  | Не участвовал  | Не участвовал  | Не участвовал  | Не участвовал  |
|                                                                                          | Всего          | 33               | 33               | 36,5             | 49,9             | 38,8             | 90,1             | 4,7              | 3,0              | 1,5              | 0,5              | 20,2             | Не участвовал  | Не участвовал  | Не участвовал  | Не участвовал  | Не участвовал  | Не участвовал  | Не участвовал  | Не участвовал  | Не участвовал  | Не участвовал  | Не участвовал  |
| Наведите курсор мыши на аббревиатуры в заголовке таблицы, чтобы прочесть их расшифровку. |                |                  |                  |                  |                  |                  |                  |                  |                  |                  |                  |                  |                |                |                |                |                |                |                |                |                |                |                |

### Статистика в NCAA
| Сезон | Команда | Conf  | Class | GP  | GS  | MPG  | FG%  | 3P%  | FT%  | RPG | APG | SPG | BPG | PPG  |
| --- | ------- | ----- | ----- | --- | --- | ---- | ---- | ---- | ---- | --- | --- | --- | --- | ---- |
| 2005/06 | Мемфис  | CUSA  | FR    | 34  | 25  | 22,6 | 53,1 | 31,0 | 74,5 | 3,3 | 1,5 | 0,8 | 0,4 | 8,3  |
| 2006/07 | Мемфис  | CUSA  | SO    | 35  | 35  | 26,6 | 54,3 | 32,8 | 73,2 | 3,4 | 1,7 | 1,1 | 0,5 | 15,4 |
| 2007/08 | Мемфис  | CUSA  | JR    | 40  | 40  | 28,7 | 54,1 | 41,3 | 71,2 | 4,1 | 1,8 | 1,2 | 0,5 | 18,1 |
| Всего | Всего   | Всего | Всего | 109 | 100 | 26,1 | 54,0 | 37,2 | 72,5 | 3,7 | 1,7 | 1,0 | 0,4 | 14,2 |
| Наведите курсор мыши на аббревиатуры в заголовке таблицы, чтобы прочесть их расшифровку Статистика приведена с сайта sports-reference.com |         |       |       |     |     |      |      |      |      |     |     |     |     |      |

### Статистика в других лигах
| Сезон | Команда          | Лига             | GP | GS | MPG  | FG%  | 3P%  | FT%  | RPG | APG | SPG | BPG | PFL | TOV | PPG  |
| --- | ---------------- | ---------------- | -- | -- | ---- | ---- | ---- | ---- | --- | --- | --- | --- | --- | --- | ---- |
| 2011/12 | Все клубы        | Все лиги         | 35 | 32 | 27,3 | 47,4 | 32,6 | 76,8 | 3,0 | 0,8 | 0,6 | 0,5 | 2,3 | 1,7 | 12,4 |
| 2011/12 | Виртус (Болонья) | Чемпионат Италии | 34 | 31 | 27,0 | 47,3 | 32,2 | 76,3 | 3,0 | 0,7 | 0,6 | 0,5 | 2,3 | 1,7 | 12,3 |
| 2011/12 | Виртус (Болонья) | Кубок Италии     | 1  | 1  | 37,0 | 50,0 | 50,0 | 83,3 | 4,0 | 2,0 | 0,0 | 0,0 | 3,0 | 1,0 | 18,0 |
| Всего | Всего            | Всего            | 35 | 32 | 27,3 | 47,4 | 32,6 | 76,8 | 3,0 | 0,8 | 0,6 | 0,5 | 2,3 | 1,7 | 12,4 |
| Наведите курсор мыши на аббревиатуры в заголовке таблицы, чтобы прочесть их расшифровку Статистика приведена с сайта basketball.realgm.com |                  |                  |    |    |      |      |      |      |     |     |     |     |     |     |      |